# Bílá pastelka
Bílá pastelka je každoroční sbírka, pořádaná od roku 2000, vždy 15. října, u příležitosti Mezinárodního dne bílé hole, na podporu nevidomých v České republice. Sbírku pořádá Sjednocená organizace nevidomých a slabozrakých ČR, provádí ji dobrovolníci a spočívá v prodeji bílých pastelek, jakožto symbolu bílé slepecké hole i neviditelného světa nevidomých. Výtěžek je směřován organizacím pracujícím se zrakově postiženými, například na speciální vybavení, asistenční služby, výcvik vodicích psů nebo na výukové programy pro zrakově postižené, aby mohli i přes své postižení žít samostatný a nezávislý život.